# Louay Ben Hassine
Louay Ben Hassine (in arabo لؤي بن حسين‎?; Susa, 2 aprile 2000) è un calciatore tunisino, centrocampista del Radnički Kragujevac.

## Carriera
Cresciuto nell'Étoile du Sahel, nel 2020 inizia la carriera professionistica, venendo ceduto in prestito al 
Ben Guerdane. Rientrato al club di Susa, dopo non aver collezionato presenze nella prima parte di stagione, l'11 gennaio 2022 si trasferisce fino al termine della stagione al Tataouine. Dopo aver vinto lo scudetto, il 2 agosto 2023 prolunga con l'Étoile fino al 2026.
Il 3 agosto 2024 viene acquistato dal Radnički Kragujevac, con cui firma un biennale.

## Statistiche

### Presenze e reti nei club
Statistiche aggiornate al 17 luglio 2025.
| Stagione               | Squadra                | Campionato             | Campionato | Campionato | Coppe nazionali | Coppe nazionali | Coppe nazionali | Coppe continentali | Coppe continentali | Coppe continentali | Altre coppe | Altre coppe | Altre coppe | Totale | Totale |
| Stagione               | Squadra                | Comp                   | Pres       | Reti       | Comp            | Pres            | Reti            | Comp               | Pres               | Reti               | Comp        | Pres        | Reti        | Pres   | Reti   |
| ---------------------- | ---------------------- | ---------------------- | ---------- | ---------- | --------------- | --------------- | --------------- | ------------------ | ------------------ | ------------------ | ----------- | ----------- | ----------- | ------ | ------ |
| dic. 2020-2021         | Ben Guerdane           | CLP                    | 21         | 2          | CT              | 0               | 0               | -                  | -                  | -                  | -           | -           | -           | 21     | 2      |
| 2021-gen. 2022         | Étoile du Sahel        | CLP                    | 0          | 0          | CT              | 0               | 0               | CCL                | 0                  | 0                  | -           | -           | -           | 0      | 0      |
| gen.-giu. 2022         | Tataouine              | CLP                    | 7+1        | 0+1        | CT              | 2               | 1               | -                  | -                  | -                  | -           | -           | -           | 10     | 2      |
| 2022-2023              | Étoile du Sahel        | CLP                    | 25         | 2          | CT              | 2               | 1               | -                  | -                  | -                  | -           | -           | -           | 27     | 3      |
| 2023-2024              | Étoile du Sahel        | CLP                    | 20         | 0          | CT              | 2               | 1               | CCL                | 7                  | 0                  | ST          | 1           | 0           | 30     | 1      |
| Totale Étoile du Sahel | Totale Étoile du Sahel | Totale Étoile du Sahel | 45         | 2          |                 | 4               | 2               |                    | 7                  | 0                  |             | 1           | 0           | 57     | 4      |
| 2024-2025              | Radnički Kragujevac    | SL                     | 34         | 3          | KS              | 1               | 0               | -                  | -                  | -                  | -           | -           | -           | 35     | 3      |
| Totale carriera        | Totale carriera        | Totale carriera        | 107+1      | 7+1        |                 | 7               | 3               |                    | 7                  | 0                  |             | 1           | 0           | 123    | 11     |

## Palmarès

### Club

#### Competizioni nazionali
- Campionato tunisino: 1

Étoile du Sahel: 2022-2023